# 十三号街駅
十三号街駅（じゅうさんごうがい-えき）は、中華人民共和国遼寧省瀋陽市鉄西区に位置する瀋陽地下鉄1号線の駅である。

## 駅構造
相対式ホーム2面2線の地下駅で、ホームドア設置駅。出口はA・B・C・Dの4箇所ある。
のりば
駅北側から、
| ■1号線 | 当駅到着                       |
| ■1号線 | 瀋陽駅・青年大街・黎明広場方面 |

## 駅周辺
- 開発大路
- 北方重工集団有限公司
- 瀋陽鼓風机集団有限公司

## 歴史
- 2010年9月27日 - 開業。

## 隣の駅
瀋陽地下鉄
■1号線
十三号街駅 - 中央大街駅